# Teleki József (kormányzó)
Széki gróf Teleki József (Pest, 1790. október 24. – Pest, 1855. február 15.) magyar történetíró, jogász, Erdély kormányzója, az Akadémiai Könyvtár alapítója, a Magyar Tudományos Akadémia társalapítója és első elnöke 1830-tól 1855-ig. Fő műve a Hunyadiak kora Magyarországon, amelyet haláláig csak részben tudott megjelentetni, de jegyzeteiből később mások részben kiadták a hiányzó köteteket.

## Családja
Teleki László hétszemélynök és Teleki Mária grófnő fia. Ő maga soha sem nősült meg.

## Életpályája
Tanulmányait a kolozsvári református főiskolán, majd 1806-tól a pesti egyetemen folytatta. A jogi tanulmányok elvégzése után két évig Pest vármegyénél volt törvényes gyakorlaton mint aljegyző, 1810-ben a budai helytartótanácsnál gyakornokoskodott fogalmazóként. 1812-ben külföldi tanulmányútra indult. Először a göttingeni egyetemen tanult két évig, utána beutazta Németországot, Hollandiát, Svájcot és Itália északi részét. 1815-ben visszatérve, ismét elfoglalta hivatalos helyét és most már gyorsan emelkedett a ranglétrán: 1818-ban királyi helytartósági titoknok, 1824-ben a királyi tábla bárója és bírája lett, 1827-ben Csanád vármegyei főispán és a rendszeres munkálatok kidolgozására kinevezett országos bizottság tagja, 1830-ban Szabolcs vármegyei főispán, 1832-ben a bécsi magyar udvari kancellária előadó tanácsosa lett. 
1818-ban a pesti református egyházmegye algondnokává, 1824-ben pedig a tiszamelléki egyházkerület és a sárospataki kollégium főgondnokává választották. 1827-ben József nádor főherceg az Akadémia tervének kidolgozására megbízott választmány elnökévé nevezte ki. 1830. november 17-én az alapítók az akadémiai igazgatótanács tagjává, a megalakult igazgatótanács pedig a Magyar Tudós Társaság első elnökévé választotta, ezt a tisztet haláláig viselte (tiszteleti tag 1838. szeptember 7-én lett). Az 1840. évi országgyűlés koronaőrré választotta, 1842-ben pedig Erdély kormányzóságát mint a polgári kitüntetés legmagasabb fokát ruházták rá. Édesapja, Teleki László után ő töltötte be a Marczibányi-alapítvány elnöki tisztét, elnöksége alatt, 1845-ben az alapítvány kezelése átkerült a Tudós Társasághoz.5 
Az 1848-as forradalom után visszavonult a közéletből, és haláláig az Akadémia élén tudományos munkásságot folytatott. Ekkor már sokat betegeskedett, végül 1855. február 15-én hunyt el Pesten. A Magyar Tudományos Akadémián február 26-án Toldy Ferenc tartott fölötte emlékbeszédet. 

## Munkássága
Teleki Józsefnek a magyar kultúra szempontjából legfontosabb érdeme a Magyar Tudós Társaság alapításához és a tudomány szervezéséhez nyújtott szellemi és anyagi hozzájárulása. A Teleki család generációk óta jelentős mecénási és művelődésszervező szerepet töltött be a magyar társadalomban, kiváló kapcsolati hálójuk révén össze tudták kötni a különböző értelmiségi köröket, tudósokat és politikusokat. Teleki József édesapja, Teleki László volt a Marczibányi-alapítvány elnöke, és a család József nádor pártfogását is élvezte.6  
Teleki részt vett a Tudományos Gyűjtemény című folyóirat 1816-os megindításában, amelynek hátterében a majdani Tudós Társaság elveihez és szerkezetéhez hasonló társaság működött.  Amikor I. Ferenc király 1827-ben jóváhagyta a Tudós Társaság alapításáról szóló törvényt, József nádor még ugyanabban az évben kinevezte az alapszabályt kidolgozó 22 tagú, tudósokból és írókból álló bizottságot, amelynek az elnöke gróf Teleki József lett.  
A Tudós Társaság alapítóinak sorában Teleki és testvérei 10 000 koronával, Teleki maga 1855-ben 98 240 koronával van bejegyezve. Teleki testvéreivel együtt 1826 márciusában felajánlotta a Tudós Társaság számára az apjuktól örökölt, mintegy 30 000 kötetes könyvtárukat, ami a mai MTA Könyvtár és Információs Központ alapja lett.6 Ehhez Teleki később a Kresznerics-féle kézirat- és éremgyűjteményt, valamint a ritkaságokban dús Veszerle-féle gyűjteményét is csatolta, és ebben három Corvinát, amelyek közt Carbo Lajos addig ismeretlen műve, a De laudibus Regis Mathiae is megtalálható. 5000 forintot adományozott könyvtárnoki hivatal létesítésére és 2000 forintot az éremtár növelésére. Végintézkedésében saját kézikönyvtárát és a Hunyadiak kora című, 12 kötetesre tervezett nagy művéből az addig megjelent kötetek 1000 példányának egész jövedelmét (mintegy 25 000 forintot) a Magyar Tudományos Akadémiának ajándékozta a könyvtár és a történettudományi osztály javára.7 
Teleki József Göttingában járt egyetemre, és az ottani romantikus tudományfelfogást sajátította el, működésében a romantika képviselője volt.8 Pályájának első szakaszában a magyar nyelvészet foglalkoztatta. A német nyelvújító törekvések mentén építette fel nyelvelméletét, de felhasználta Kis János és Pápay Sámuel munkáit is.9 Teleki a nyelvújítás szélsőséges megnyilvánulásai között a középutat keresve jutott el Kazinczy Ferenc elveinek elfogadásáig: „Valamint minden dologban, úgy a nyelvmívelésben is a nagy félénkség veszedelmesebb a vakmerőségnél. Ez ... a célhoz közelebb viszen, míg amaz minden lépésünket akadályoztatja”.10 Teleki maga is több fontos és pályadíjjal jutalmazott nyelvészeti munkát írt. 1821-ben adták ki A Magyar Nemzeti Museum kérdéseire írt jutalomfeleleteit. Az első kötetben A magyar nyelvnek tökélletesítése új szavak és új szóllásmódok által című jutalomfeleletét, amelyben a nyelvművelés szükségességét a magyar nyelvnek és nemzetnek a német általi fenyegetettségével indokolta.11 A második kötetben jelent meg az Egy tökéletes magyar szótár elrendeltetése, készítése módja, amely a göttingai tudományosság eszméjének jegyében készült, mintának pedig Adelung 1811-es Grammatisch-kritisches Wörterbuch der Hochdeutschen Mundart c. szótárát jelölte meg Teleki. Az ő elképzelése alapján dolgozta ki a Tudós Társaság 1834-ben A magyar nyelv szótára tervét, amely végül 1862 és 1874 között jelent meg Czuczor Gergely és Fogarasi János szerkesztésében. 
Később Teleki érdeklődése a történettudomány felé fordult, és néhány kisebb tanulmány mellett egy olyan monumentális sorozat megalkotásába fogott, amely a kortársak és a későbbi történészgenerációk egyöntetű elismerését vívta ki. A Hunyadiak kora Magyarországon című nagy formátumú, rendkívüli forrásanyagra támaszkodó mű „czélja volt az akkori magyar élet teljes képét ábrázolni, minden belső és külső, világi, polgári, hadi, vallási, kereskedési, értelmi, és társadalmi mozgalmakat és viszonyokat festeni”.12 A Hunyadiak koráról szóló, kilenckötetes (eredetileg 12 kötetre tervezett) monográfiát az 1848–49-es forradalom és szabadságharc után, 1852-től adta közre, de több kötete csak Teleki 1855-ös halála után jelent meg, jegyzetei alapján mások által kiegészítve és átdolgozva.4 

## Főbb Művei
- Eggy tökélletes magyar szótár elrendeltetése, készítése módja. Pest, 1817
- A magyar nyelvnek tökélletesítése új szavak és új szóllásmódok által. Jutalom feleletek a' magyar nyelvről, a' Magyar Nemzeti Museum 1815. 1816. 1817. esztendei kérdéseire. I. kötet. Trattner.  Modern kiadása: Teleki József 1988 [1821]. A magyar nyelvnek tökéletesítése új szavak és új szólásmódok által. Éder Zoltán bevezető tanulmányával és jegyzeteivel. Szépirodalmi, Bp. Pest, 1821
- Eger várának ostroma 1552-ben, Auróra, 1822
- Első Lajos nápolyi hadviselései 1347, Auróra, 1823
- Hunyadi János eredete felolvasás az Akadémiában, 1851. május 24.
- Hunyadiak kora Magyarországon, Pest, 1852–57. és 1863. I-VI. 1. része, X-XII. Aczélm. arczképekkel és hasonmásokkal. (I-V. 1852-56. VI. 1. része, a szerző kézirataiból Szabó Károly által sajtó alá rendezve 1863., X-XII. 1853., 1855., 1857
- A magyar nyelvnek tökéletesítése új szavak és új szólásmódok által; szöveggond., tan., jegyz. Éder Zoltán; Szépirodalmi, Bp., 1988 (Ritkaságok)

## Emlékezete
- Emlékét őrzi Móra Ferenc A hála az Akadémia napirendjén című elbeszélése (megjelent az író A fele sem tudomány című kötetében).